# Individuelle Datenverarbeitung
Individuelle Datenverarbeitung (IDV) (oft auch end user computing (EUC)) bezeichnet übergreifend den eigenverantwortlichen und freizügigen Einsatz von PC-basierten Computerprogrammen durch Mitarbeiter einer Verwaltung – als gewollte Alternative zu serverbasierten Anwendungsprogrammen mit vorgefertigten Bildschirmmasken, die den Mitarbeitern sehr wenig Freiraum lassen.

## Inhalt
Individuelle Datenverarbeitung umfasst sowohl typische Büroanwendungen wie Textverarbeitung und Tabellenkalkulation als auch Anwendungssoftware, die von fortgeschrittenen Benutzern für den Eigenbedarf selbst erstellt wurden.

## Ziel
Individuelle Datenverarbeitung ist somit auch eine bewusste Gegenstrategie zu einer allumfassenden Zentralisierung der IT-Aufgaben. Sie kann erheblich zur Kosteneinsparung und Effizienzerhöhung einer Verwaltung beitragen, bringt aber das Risiko mangelnder Zugriffsmöglichkeit auf wichtige Unternehmensdaten mit sich. Neuere Programme für End-User-Computing sorgen deshalb zumindest für eine Datenspeicherung in zentralen Datenbanken.

## Werkzeuge
Zu den Werkzeugen für die individuelle Datenverarbeitung zählen auch Reportgeneratoren sowie einige besonders hierfür ausgeprägte Integrierte Entwicklungsumgebungen, z. B. Microsoft Access.